# Букатини
Букатини (на италиански: bucatini) са вид дълга италианска суха паста от едрозърнест грис от твърда пшеница. Те са известни също като перчатели (perciatelli). Това са дебели спагети с отвор, преминаващ през центъра, и са често срещани в регион Лацио, особено в столицата Рим.
Букатините не трябва да се бъркат с дзитите, които имат по-голям диаметър.

## Етимология
Името им идва от италианското buco, което означава „дупка“, докато bucato или неговият неаполитански езиков вариант perciato означава „пробит“.

## История
За средновековните производители на паста, които нямат ефективна система за сушене, готвенето ѝ може да отнеме доста време и да се получат незадоволителни резултати. Оттук идва и идеята пастата да се навие около пръчка, за да стане куха и това да благоприятства перфектното ѝ готвене. Родината на този специален вид паста изглежда е Сицилия. Известният готвач на времето – майстор Мартино да Комо от 15 век в творбата си „За кулинарното изкуство“ (De arte coquinaria) разказва за „сицилиански макарони“, описвайки подробно процеса на създаване на букатини.
С времето букатините се разпространяват главно в Неаполитанското кралство. И в 21 век в много кухни в Южна Италия може да се открие тел с квадратен разрез за направата на букатино.
Букатините са много обичани от италианския композитор Джоакино Росини, който счита себе си за добър готвач и кара да му направят сребърна спринцовка. С нея той пълни букатините с гъши дроб, след което ги сварява в бульон от петел.

## Употреба
Букатини са тръбна паста, приготвена от брашно от твърда пшеница и вода. Дължината им е 25 – 30 см с 3 mm диаметър. Времето за сваряване на букатини е подобно на това на спагетите – средно 9 мин., тъй като въпреки че са по-големи от тях, централният им отвор благоприятства преминаването на вода по време на готвене, което позволява доста бързото им сваряване.
Букатините са традционни за столицата на Италия Рим, където се комбинират със силни и прости сосове (качо е пепе, аматричана и карбонара).
В италианската кухня букатините се сервират с маслени сосове, панчета или гуанчале, зеленчуци, сирена, яйца и аншоа или сардини. Един от най-често срещаните сосове за сервирането им е аматричана (bucatini all'amatriciana). Традиционно той се приготвя от гуанчале – вид сушено месо, взето от свинска челюст, и домати.
Суровите букатини могат да се използват като биоразградима сламка за пиене.

## Приготвяне
Стандартните машини за паста разточват листове плоска паста, които след това се нарязват на ленти, за да направи плоска паста в стил панделка като фетучини, талиатели или папардели. Букатините, от друга страна, трябва да се екструдират, а не да се навиват.
Тестото за паста се подава на машина, която го прокарва през перфориран диск, много подобен на месомелачка. Формата на пастата зависи от формата на перфорациите. Букатините се правят с диск с малки кръгли перфорации, които карат тестото за паста да излиза като дълги тръби. След това тръбите се подрязват до желаната дължина, след което се сушат или се приготвят пресни.
Букатините могат да се приготвят у дома със стоящ миксер и екструдер за паста. Тъй като букатините имат дупка в средата, с тях трябва да се работи внимателно, за да не се притисне дупката преди ядене.